# Tren de varios colores

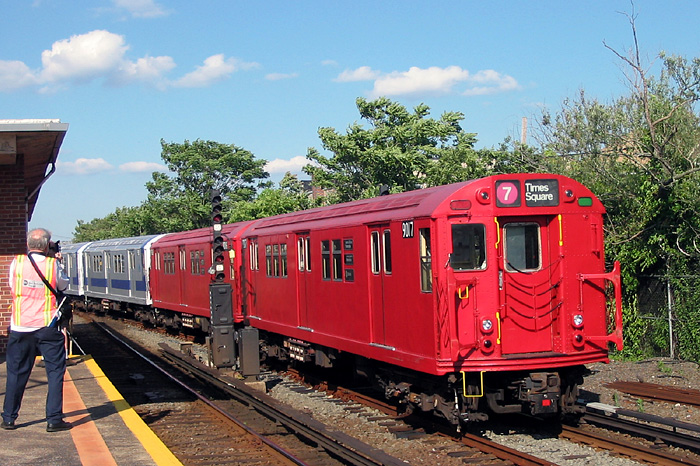
El Tren de Varios Colores visto desde Rockaway Park-Beach 116th Street, modelo R33ML 9017.

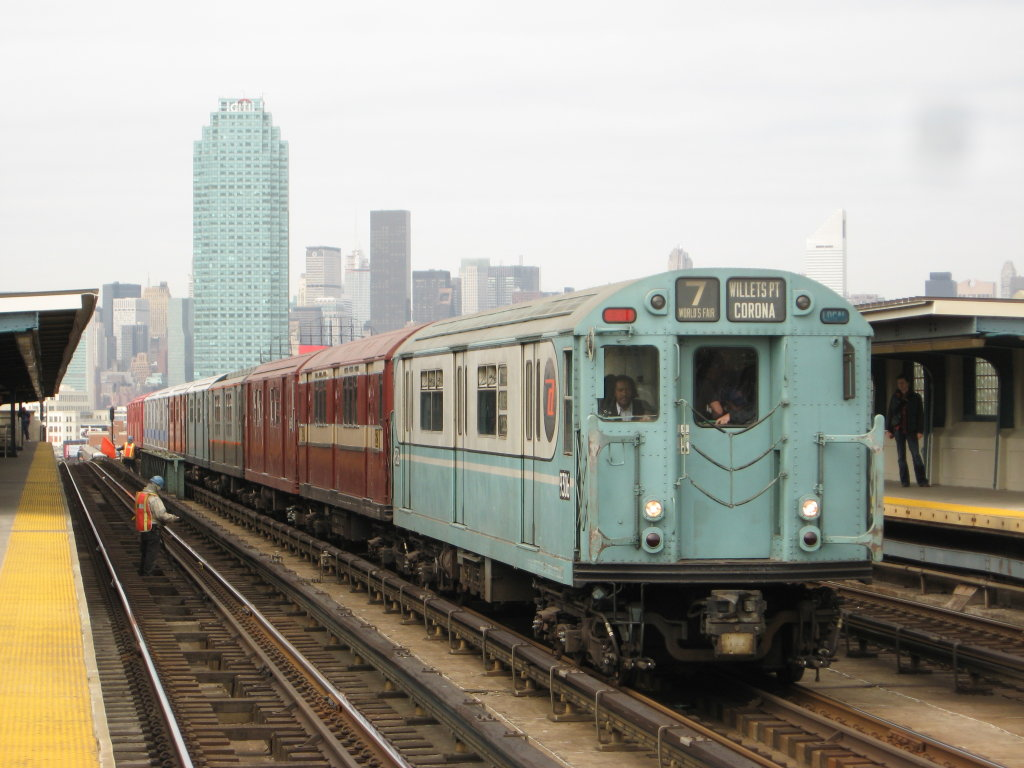
El Tren de Varios Colores operando sobre la estación Calle 40-Lowery Street, modelo R33WF 9306.

El Tren de Varios Colores es un tren de la IRT del Museo de Transporte de Nueva York usado para excursiones. El nombre se deriva de que los vagones están pintados en diferentes colores que representan diferentes épocas. 
Recientemente, partes del tren han sido usada para servicios regulares en la línea de la Calle 42. El tren ha operado normalmente en varias líneas. Actualmente hay doce vagones pintados en varios colores a como se lista en el cuadro siguiente, 10 de los cuales pueden ser visto en cualquier momento (11 vagones pueden ser visto en la línea 7).

## Lista de vagones y colores
| Modelo                                                                                       | Constructor            | Número de vagones    | Color                    | Año usado                  |
| -------------------------------------------------------------------------------------------- | ---------------------- | -------------------- | ------------------------ | -------------------------- |
| R12                                                                                          | American Car & Foundry | 5760                 | Gris y azul              | Original, cuando era nuevo |
| R15                                                                                          | American Car & Foundry | 6239                 | Granate con franjas      | Original, cuando era nuevo |
| R17                                                                                          | St. Louis Car Company  | 6609                 | Granate                  | Original, cuando era nuevo |
| R33ML                                                                                        | St. Louis Car Company  | 9010-9011, 9206-9207 | Dos tonos, plata y rayas | 1970s                      |
| R33ML                                                                                        | St. Louis Car Company  | 9016-9017            | Rojo oscuro con rayas    | Original, cuando era nuevo |
| R33ML                                                                                        | St. Louis Car Company  | 9068                 | Verde col                | A principio de los 1980    |
| R33ML                                                                                        | St. Louis Car Company  | 9069                 | Rojo toscano             | 1986 hasta su retiro       |
| R33WF                                                                                        | St. Louis Car Company  | 9306                 | aqua azul y blanco       | Original, cuando era nuevo |
| Sólo 10 vagones (u 11 en la línea #7) operan a la vez cuando el tren está en funcionamiento. |                        |                      |                          |                            |